# Ужасно большое приключение
«Ужа́сно большо́е приключе́ние» (англ. An Awfully Big Adventure) — фильм режиссёра Майка Ньюэлла о Стелле Брэдшоу, 16-летней девочке и театральной труппе из своенравных актёров в Ливерпуле.
Название ссылается к истории Питера Пэна, в которой Питер говорит: «Умереть будет очень большое приключение».

## Сюжет
Место действия — Великобритания, Ливерпуль. Год 1947-й. Труппа театралов планирует постановку серии спектаклей в одном театре. Стелла, которая выросла без родителей под опекой дяди, ярого поклонника театра, поступает на сцену статисткой и влюбляется в приезжего режиссёра, не видя его истинной сущности.

## Актёрский состав
| В ролях         |  | Персонаж       |
| --------------- |  | -------------- |
| Алан Рикман     |  | П. Л. О’Хара   |
| Хью Грант       |  | Мередит Поттер |
| Джорджина Кейтс |  | Стелла Брэдшоу |
| Питер Фёрт      |  | Банни          |
| Алан Армстронг  |  | Дядя Вернон    |